# Ålands spelmansgille

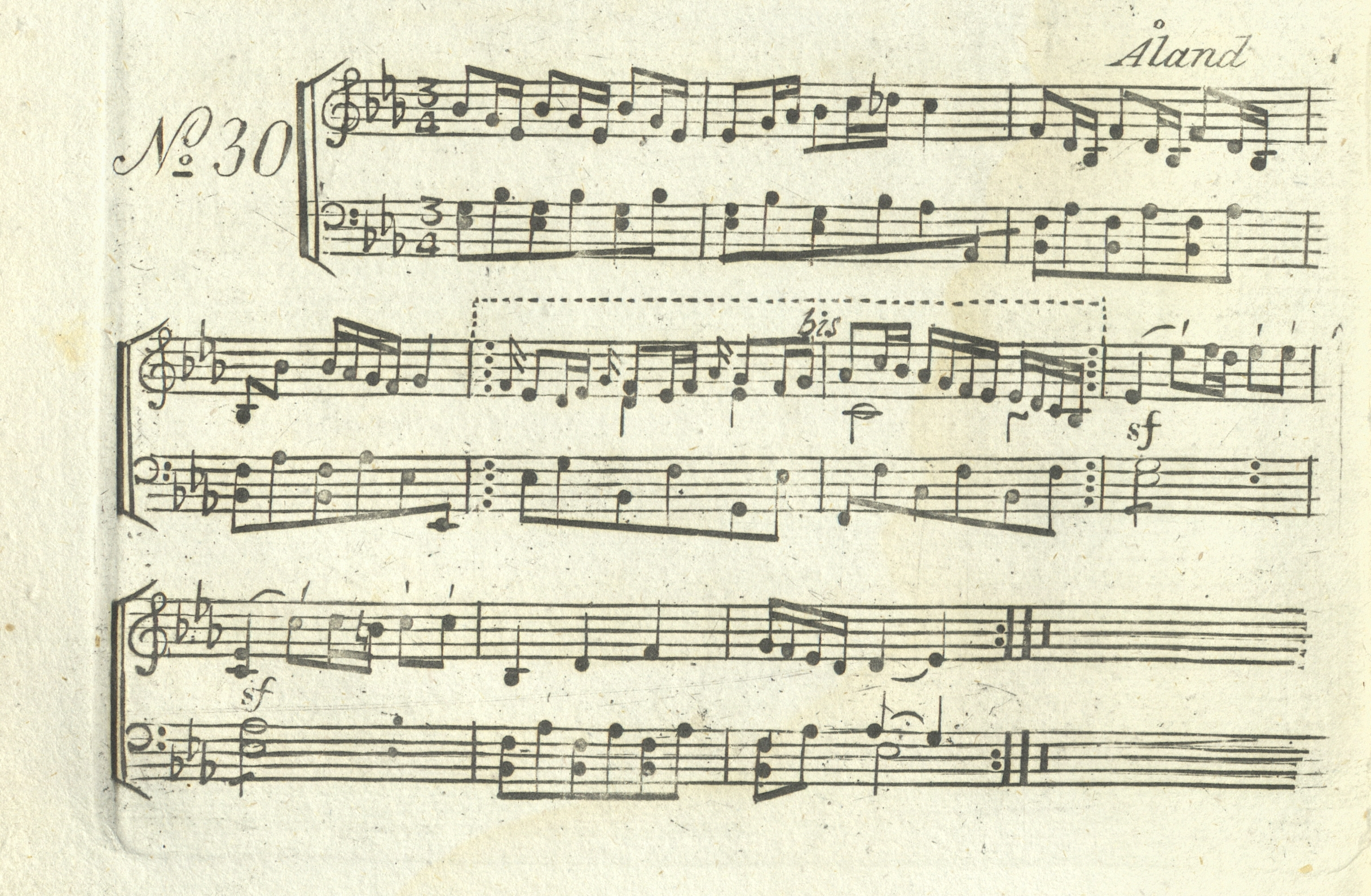
Tidigt exempel på en tryckt Åländsk låt, ur Traditioner af Swenska Folk-Dansar, utgiven av Olof Åhlström (1756-1835), häfte nr, 3 låt nr 30. Notexemplet finns även återgiven i jubileumsskriften "Ålands Spelmansgille 1953-2003.

Ålands spelmansgille grundades officiellt den 29 november 1953 och leddes under de första sjutton åren (1953-1970) av Gösta Bryggman och spelmansgillet finansierades inledningsvis till del av Åländska självstyresmyndigheter.

## Historia
Innan spelmansgillets instiftande hölls även större spelmansstämmor. Den första spelmansstämman hölls i Mariehamn, den 4 augusti 1907 och den andra 21-24 juni 1908. Under 1940-talet bildades de första lokala spelmanslagen, allra först i Föglö kommun och snart därefter i Lumparland och Finström. Dessa tog delvis intryck av svenska radioutsändningar med svensk folkmusik som sändes första gången 1948, samt även av de spelmanslag som redan var aktiva i Sverige, exempelvis i Rättvik. Spelmannen Jon-Erik Öst hade redan innan andra världskriget besökt Åland och talat om bildandet av ett spelmansförbund, vilket dock inte kunde realiseras förrän efter kriget. Under 1958 publicerades det första nothäftet med Åländsk folkmusik av spelmansgillet. Mellan åren 1970 och 2006 leddes spelmansgillet av Ragnar Boman (1930-2019). Spelledare sedan 2007 är Christina Johansson. Spelmansgillet har sin hemort i Finströms kommun. Som intågsmarsch vid spelmansstämmor och konserter har ofta Gammal bröllopsmarsch från Saltvik använts, vilken är utgiven som femte låten i Åländsk folkmusik för två fioler, Häfte 3 (utgivet februari 1961).

## Syfte och verksamhet
I enlighet med sina stadgar ska Ålands Spelmansgille "... upprätthålla och utveckla intresset för spelmansmusik samt främja och stöda utvecklingen av den folkliga musikverksamheten på Åland. Samtidigt ska föreningen hjälpa och stöda spelmännens arbete med att bevara och sprida det folkmusikaliska kulturarvet." Stadgarna beskriver vidare att man fullföljer sitt syfte genom att arrangera tävlingar, kurser, spelmansstämmor, konserter på såväl Åland som utomlands samt uppteckna och spela in spelmansmusik.

## Turnéer
Under Juni 1993 genomfördes en turné i USA, där spelmansgillet framförde åländsk folkmusik på orter med ättlingar till utvandrade ålänningar. Bland annat genomfördes konserter i New York och Washington D.C.

## Publikationer
- Åländsk folkmusik för två fioler, 10 volymer utgivna 1958-1991
  - Häfte 1, 1958 (Stockholm)
  - Häfte 2, 1960 (Stockholm)
  - Häfte 3, 1961 (Stockholm)
  - Häfte 4, 1962 (Stockholm)
  - Häfte 5, 1963 (Stockholm)
  - Häfte 6, 1967 (Helsingfors)
  - Häfte 7, 1970 (Helsingfors)
  - Häfte 8, 1972 (Helsingfors)
  - Häfte 9, 1978 (Okänd ort)
  - Häfte 10, 1991 (Mariehamn)

- Trettiofem korta levnadsbeskrivningar över Åländska spelmän, (1969), även inkluderad i jubileumsskrift 2003
- Ålands Spelmansgille 1953-2003 "Åland, en folkmusikens gästhamn mellan öst och väst" Jubileumsskrift (2003)
- Åländsk folkmusik för två fioler 1953-2003. De mest omtyckta låtarna (2003)

- LP-skiva "Åländsk folkmusik" (1978)
- Kassett "Ålands Spelmansgille och Spelevinkarna" (1993)
- CD-skiva "Sommarfröjd" (2008)
- CD-skiva "2015" (2015)